# Rebecca Long-Bailey
Rebecca Roseanne Long-Bailey (født Long den 22. september 1979 i Old Trafford, Greater Manchester) er en britisk politiker og medlem af Labour og tidligere advokat. Hun har siden 2015 været medlem af Underhuset valgt i kredsen Salford and Eccles.
Hun var i perioden 2016-17 en del af Jeremy Corbyns skyggekabinet med ansvarsområdet 'Chief Secretary to the Treasury' (skygge-vicefinansminister) og fra februar 2017 til 2020 skyggeminister for "Business, Energy and Industrial Strategy".
Hun stillede op som kandidat til posten som leder af Labour ved det valg til lederskab, der blev afholdt i 2020 efter at Corbyn meddelte, at han stoppede efter valgnederlaget i december 2019. Long-Bailey blev under valgkampen anset som en politiker, der ville videreføre Corbyns venstreorienterede linje, i modsætning til bl.a. Keir Starmer, der ønskede en mere midtsøgende politik. Starmer vandt afstemningen.
Efter nederlaget i forsøget på at blive Labours leder blev Long-Bailey i 2020 Starmers skyggekabinet skyggeminister for uddannelse. I juni 2020 delte hun imidlertid en artikel på sociale medier, der indeholdt beskyldninger om, at israelske sikkerhedstjenester havde trænet amerikansk politi i at benytte den teknink med knæ-til-nakke, der havde ført til George Floyds død i forbindelse med en anholdelse. Starmer betegnede artiklens indhold som "en antisemitisk konspirationsteori, og afskedigede følgelig Long-Bailly fra skyggekabinettet. Labour havde under Corbyns formandstid været præget af intern uro om udbredt antisemitisme i partiet.

## Politisk karriere
Long-Bailey var blandt de 36 parlamentsmedlemmer fra Labour, der i 2015 nominerede Jeremy Corbyn som kandidat til valget til Labours leder. Da Corbyn havde vundet afstemningen og valget til leder af Labour blev Long-Bailey den 18. september 2015 udpeget til skyggeminister for Finansministeriet i Corbyns første skyggekabinet. Hun blev ligeledes udpeget af Corbyn til Labours 'National Executive Committee'.
Da Clive Lewis trådte ud af Corbyns skyggekabinet i protest over Corbyns støtte til at gøre artikel 50 gældende, og derved formelt påbegynde Storbritanniens udtræden af EU overtog Long-Bailey den 9. februar 2017 posten som skyggeminister for 'Business, Energy and Industrial Strategy'. Hun blev genvalgt til Underhuset ved parlamentsvalget i 2017 med 65,5% i sin valgkreds. Hun blev genvalgt ved valget i 2019 med 56,8%.
Den 6. januar 2020 meddelte hun, at hun stiller op til valget til formand for Labour. Hun nåede blandt topkandidaterne til formandskabet, men tabte den afgørende afstemning til Keir Starmer.